# Hamburger Lebensversicherung
Die Hamburger Lebensversicherung, oftmals Hamburger Leben abgekürzt, war ein deutsches Lebensversicherungsunternehmen. Der 1924 gegründete Versicherer wurde 1994 an die Berlinische Lebens-Versicherungs Gesellschaft veräußert und stellte 2010 das Neugeschäft ein, ehe er 2015 in die heutige Athora Lebensversicherung integriert wurde. Anfang der 1990er Jahre war die Gesellschaft Gegenstand intensiver Berichterstattung, als mehrere vormalige Vorstände und leitenden Angestellte wegen Unterschlagung angeklagt waren.

## Geschichte und Hintergrund
Die Hamburger Lebensversicherung wurde 1924 vom Versicherungsvermittler Ernst Burghardt in Hamburg gegründet, der später lange Zeit auch als Vorstandsvorsitzender des Versicherungsunternehmens fungierte. Knapp 15 Jahre nach seiner Gründung erwirtschaftete es 1939 Prämieneinnahmen in Höhe von 1,4 Millionen Reichsmark (heute ca. 7,3 Millionen Euro), die bis 1941 auf 1,9 Millionen Reichsmark anwuchsen (heute ca. 9,4 Millionen Euro).
Ende der 1970er Jahre wurde die Hamburger Lebensversicherung vom Schweizer genossenschaftlichen Versicherungsunternehmen Patria Leben übernommen, das damit ins Ausland expandierte. Hatte das Unternehmen 1985 noch 4,9 Millionen D-Mark (heute ca. 5,3 Millionen Euro) Beitragseinnahmen verzeichnet, wuchsen die ausgewiesenen Beiträge innerhalb der folgenden fünf Jahre bis 1990 auf 33,3 Millionen D-Mark (heute ca. 34 Millionen Euro) an. Dabei fiel die Gesellschaft in den 1980er Jahren mit einer sinkenden, aber dennoch hohen Verwaltungskostenquote von 32 % (1983) und 23 % (1987) bzw. 17 % (1989) auf.
Im Sommer 1990 wurden Ermittlungen der Staatsanwaltschaft wegen Unregelmäßigkeiten bei der Hamburger Leben publik, zuvor war im Frühjahr der stellvertretende Vorstandsvorsitzende Wolfgang Zuzak unter Verzicht auf eine Kapitalabfindung in Höhe von 1,1 Millionen D-Mark zurückgetreten und der Vorstandsvorsitzende Elmar Koller im Juni abberufen worden. Diese betrafen insbesondere Provisionszahlungen für fingierte Neuabschlüsse, im November des Jahres erstattete der Versicherer Anzeige gegen vier Personen. Im Februar 1993 wurde die Abwicklung des Geschäftsbetriebs beschlossen. Mit Wirkung zum Jahresende wurde der Bestand auf die Deutschlandtochter der Helvetia übertragen, die HELVETIA-ANKER schweizerische Lebensversicherung.
Die leere Hülle wurde Ende 1994 mehrheitlich von der zur Münchener Rückversicherung gehörenden Berliner Leben übernommen, die Patria behielt einen Minderheitsanteil von 25 %. 1995, im ersten Jahr der nun über Wiesbaden abgewickelten erneuten Geschäftstätigkeit, wurden 2,1 Millionen D-Mark (heute ca. 1,8 Millionen Euro) Beitragseinnahmen erwirtschaftet. Bis zum Jahr 2000 wuchsen diese für die nach der Übernahme der Mutter 1998 zur niederländischen Delta Lloyd gehörende Gesellschaft auf 41,2 Millionen D-Mark  (heute ca. 33,3 Millionen Euro) an. Anfang 2010 kündigte die Delta Lloyd an, ihr ca. 580.000 Policen umfassendes Deutschlandgeschäft einzustellen – neben der Hamburger Leben betraf dies auch die Delta Lloyd Lebensversicherung sowie die Delta Lloyd Pensionskasse. Im August 2015 erfolgte die Verschmelzung der Hamburger Leben mit der Delta Lloyd Lebensversicherung, so dass die Gesellschaft im September des Jahres erlosch. Das Unternehmen wurde nach der Übernahme durch den Run-Off-Spezialisten Athora zunächst in Athene Lebensversicherung und 2018 in Athora Lebensversicherung umbenannt.